# Champigny-sur-Aube
Champigny-sur-Aube ist eine französische Gemeinde mit 95 Einwohnern (Stand 1. Januar 2022) im Département Aube in der Region Grand Est; sie gehört zum Arrondissement Troyes und zum Kanton Arcis-sur-Aube.

## Geografie
Die Gemeinde liegt auf halber Strecke zwischen Paris und Nancy nahe der Autoroute A26. Die südliche Grenze des Gemeindegebiets bildet der Fluss Aube.

## Bevölkerungsentwicklung
| Jahr      | 1962 | 1968 | 1975 | 1982 | 1990 | 1999 | 2008 | 2018 |
| Einwohner | 58   | 58   | 62   | 66   | 64   | 59   | 76   | 108  |